# Dragomirești (Vaslui)
Dragomireşti é uma comuna romena localizada no distrito de Vaslui, na região de Moldávia. A comuna possui uma área de 74.18 km² e sua população era de 5057 habitantes segundo o censo de 2007.